# Distritos da China
No contexto das divisões políticas da China, distrito é o padrão de tradução inglesa de Xiàn (Chinês simplificado: 县). Na República Popular da China (PRC, comumente conhecido como China ou China continental), distritos são encontrados no terceiro nível da hierarquia administrativa das províncias e regiões autónomas, e no segundo nível dos municípios e na Província de Hainan, um nível que é conhecido como "distrito-nível" e também contém distritos autónomos, condado-nível cidades, banners, autonomous banners, e Distritos cidade. Há 1 467 distritos na China continental fora de um total de 2 861 distritos de nível divisões.
Na República da China (ROC, comumente conhecido como Taiuã), prefeituras ou Sian ou Hsian (Chinês tradicional: 縣) são oficialmente encontradas no segundo nível.